# Jeziorki (Tuczno)
Jeziorki (deutsch Schulzendorf, früher Schultzendorff) ist ein Dorf in der Landgemeinde (Gmina) Tuczno (Tütz) im Powiat Wałecki (Deutsch Kroner Kreis) der polnischen Woiwodschaft Westpommern.

## Geographische Lage
Das Dorf liegt etwa 25 Kilometer westsüdwestlich von Wałcz (Deutsch Krone), sechs Kilometer nordnordwestlich von Tuczno (Tütz) und acht Kilometer westnordwestlich von Zdbowo (Stibbe).

## Geschichte

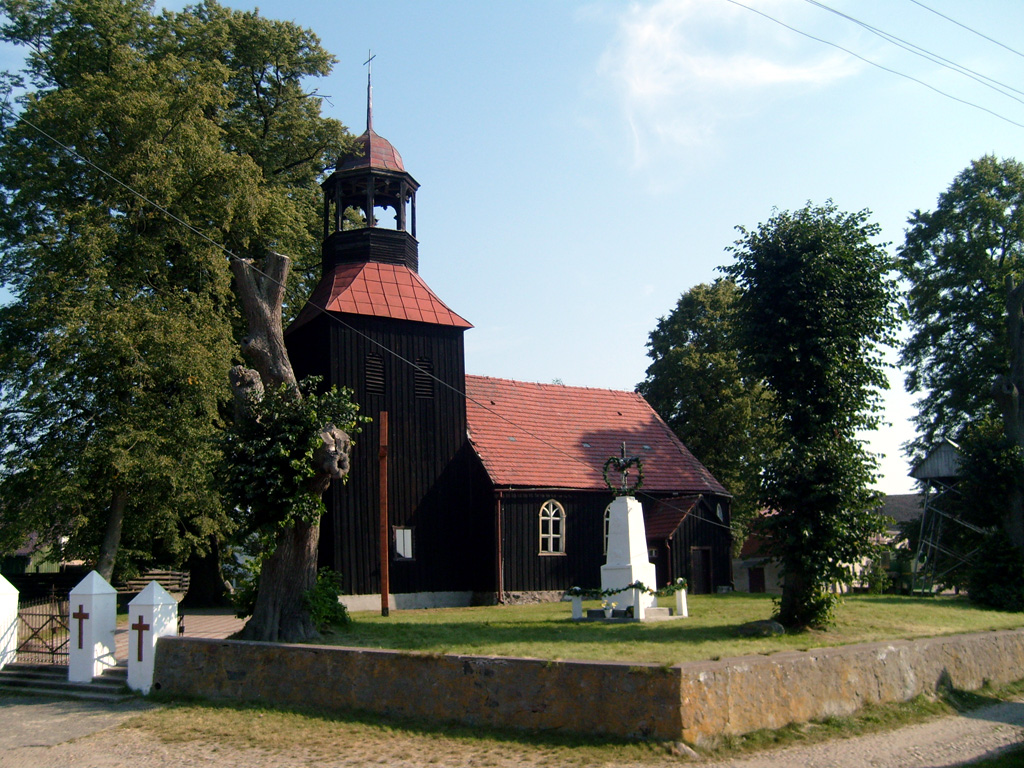
Dorfkirche, bis 1945 Gotteshaus der katholischen Gemeinde Schulzendorf (August 2007)

Die Grenzregion des Netzedistrikts, in der das Dorf liegt, hatte ursprünglich zum Herzogtum Pommern gehört, war vorübergehend unter polnische Herrschaft gelangt und dann an die Markgrafen von Brandenburg gekommen. Im Rahmen der Ersten Teilung Polen-Litauens kam das Dorf 1772 zusammen mit dem Landkreis Deutsch Krone an Preußen.
Eine ältere Ortsbezeichnungen ist Schultendorp (1337), neupolnisch Szulec. 1337 hatte das Dorf 64 Hufen, von denen vier der Pfarrer besaß und zehn Merten Klebow für geleistete Kriegsdienste erhalten hatte. Früher gab es hier ein Vorwerk, das jedoch aufgelöst und dessen Land 1772 an die Bauern verteilt wurde. 1731 wurde ein Dorfprivilegium ausgehändigt, das 1745 bestätigt wurde.  1783 hatte der Starost von Mośzczinski das Dorf in Besitz.
Die Gemeinde Schulzendorf hatte um 1930 eine 13,1 km² große Gemarkungsfläche, und auf dem Gemeindegebiet, in dem Schulzendorf der einzige Wohnplatz war, standen 81 bewohnte Wohnhäuser.
Im Jahr 1945 gehörte Schulzendorf zum Landkreis Deutsch Krone im Regierungsbezirk Grenzmark Posen-Westpreußen der preußischen Provinz Pommern des Deutschen Reichs. Schulzendorf war Sitz des Amtsbezirks Schulzendorf.
Im Februar 1945 wurde Schulzendorf von der Roten Armee besetzt. Nach Beendigung der Kampfhandlungen wurde die Region seitens der sowjetischen Besatzungsmacht zusammen mit ganz Hinterpommern und der südlichen Hälfte Ostpreußens – militärische Sperrgebiete ausgenommen – der Volksrepublik Polen zur Verwaltung überlassen. Es wanderten nun Polen zu. Schulzendorf wurde unter der polnischen Ortsbezeichnung „Jeziorki“ verwaltet. Die einheimische Bevölkerung wurde von der polnischen Administration aus Schulzendorf vertrieben.

### Demographie
| Jahr | Einwohner | Anmerkungen |
| ---- | --------- | --- |
| 1783 | –         | adliges Dorf nebst einer katholischen Filialkirche von Tütz, 24 Feuerstellen (Haushaltungen), im Netzedistrikt, Kreis Krone |
| 1818 | 216       | adliges Dorf |
| 1864 | 484       | davon elf Evangelische und 437 Katholiken                                                                                   |
| 1910 | 585       | am 1. Dezember, davon zwölf Evangelische und 573 Katholiken                                                                 |
| 1925 | 517       | darunter 26 Evangelische und 491 Katholiken                                                                                 |
| 1933 | 516       | [ 8 ] |
| 1939 | 505       | [ 8 ] |

## Kirche
Die Protestanten der bis 1945 anwesenden Dorfbevölkerung gehörten zum Kirchspiel Tütz.